# جون فلاورز
جون فلاورز (بالإنجليزية: John Flowers)‏ هو لاعب كرة قدم بريطاني، ولد في 26 أغسطس 1944 في Edlington ‏ في المملكة المتحدة. لعب مع بورت فايل وستوك سيتي ونادي دونكاستر روفرز.